# ディレクTV
ディレクTV（英: DirecTV、でぃれくてぃーびー）は、主に北中南米地域においてサービスを行っている衛星放送サービス。AT&Tの一部門であるDirecTV, LLCが運営している。20世紀末に日本に進出したが短期間で撤退している（後述）。

## 概要
2009年3月末の加入世帯数はアメリカ合衆国で1808万世帯、ディレクTVラテンアメリカが178万世帯。
アメリカ国内では、95チャンネルの高精細度テレビジョン放送（2008年5月現在）や全米143地域の地上波ローカル局再送信、日本放送協会（NHK）の国際放送であるNHKワールドTVなど、非常に多数のチャンネルを放送している。そのため、5つの異なる経度、2つの周波数帯（Kuバンド、Kaバンド）の直接放送衛星を使用している。
現在でも圧倒的にMPEG-2のチャンネルが多いが、帯域の節約のために近年放送開始されたチャンネルはH.264で放送している。これに対応するためには5つのLNB（Low-noise block converter）を装備した18×20インチのパラボラアンテナと対応するチューナーが必要である。
MPEG-2で放送しているチャンネルはDSSという独自の放送方式を採用している。H.264で放送しているチャンネルについてはDVB-S2を採用している。
日本語専門チャンネルもラインナップされており、2024年4月現在、NIPPON TV Channel（日本テレビ系列）とChannel NECO International（日活系列）の2チャンネルが視聴可能である。

## パッケージ
日本のCS放送とは異なり、ケーブルテレビ同様、基本パッケージに含まれているチャンネルは1チャンネル単位での契約はできず、追加契約が必要な有料放送（ペイテレビ）を契約したい場合も、基本パッケージへの加入が必要となる。なお、外国語放送契約者向けにテレビショッピングなど最小限のチャンネルしか含まないものもある。

### NFLサンデーチケット
ディレクTVは開局当初より日曜午後に行われるNFLの全試合を視聴可能なパッケージ「NFLサンデーチケット」を提供している。アメリカ国内ではディレクTVがNFLと独占契約を結んでおり、ライバルのディッシュ･ネットワーク（Dish Network）やケーブルテレビにはない目玉サービスとしてアピールしている。2009年3月、NFLと2014年までの契約延長に合意した。
同様のパッケージとして、「MLBエクストライニング」（MLB）、「NBAリーグパス」（NBA）、「NHLセンターアイス」（NHL）、「NASCARホットパス」（NASCAR、ディレクTV独占）、「ESPNゲームプラン」（カレッジフットボール）、「ESPNフルコート」（カレッジバスケットボール）、「MLSダイレクトキック」（MLS）などがある。

## 沿革
- 1981年：スタンレー･ハバードがユナイテッド･ステイツ･サテライト･ブロードキャスティング（United States Satellite Broadcasting）として設立。10年間は技術が成熟するのを待ち続けた。ハバードはRCAコンシューマー･エレクトロニクス・ゼネラルモーターズ傘下のヒューズ・エレクトロニクスに対し、18インチと小型となったディッシュアンテナ（パラボラアンテナ）を使い新世代デジタル衛星サービスで175チャンネルを提供しないかともちかけた。2社は共同で衛星を開発し打ち上げること、および、USSBとディレクTVというサービスをおこなうことに対して合意する。
- 1994年：USSBおよびディレクTVが開始。高出力の直接衛星放送としての初めてサービスイン。DECが顧客サービスを受託し、米国コロラド州コロラドスプリングスにあった技術サポートセンターがその機能を担当した。
- 1998年：USSBを13億米ドルで買収。
- 1999年：プライムスターを18.3億米ドルで買収。
- 1999年8月：HBOのHDTV放送を開始。
- 1999年11月：法改正により、衛星放送で地上波ローカル局の再送信が可能になる[注 4]。
- 2003年：ディッシュ・ネットワークの親会社エコスター・コミュニケーションズ・コーポレーションと合併に失敗。
- 2003年：ゼネラルモーターズがヒューズ･エレクトロニクス株の大半をニューズ･コーポレーション（現在：ウォルト･ディズニー･カンパニー）に売却。「ディレクTVグループ」に社名変更。
- 2004年：ディレクTVとニューズ･コーポレーション、リバティメディア、テレビサ（メキシコ）、グローボ（ブラジル）との間で中南米地域の再編に合意。
- 2005年11月15日：Music Choice音声チャンネルを停止し、衛星デジタルラジオ･XM（現在：シリウスXMラジオ）73チャンネルで置き換えた[注 5]。
- 2006年12月：ニューズ･コーポレーションが保有するディレクTVグループ株式と、リバティメディアが保有するニューズ･コーポレーション株式と交換することで合意（2008年2月完了）。
- 2007年12月：上場先をニューヨーク証券取引所からNASDAQに変更。ディーアンドエムホールディングスよりReplayTV事業を買収。
- 2009年5月：ディレクTVグループ株式の54%を保有するリバティ･エンターテイメント･グループ（リバティメディアのトラッキング･ストック）との合併を発表（2009年11月完了）。
- 2014年5月：AT&Tによる買収が発表される[7]（2015年7月完了[8]）。
- 2021年2月：スピンオフした上で株式の30%を投資ファンドのTPGキャピタルに売却[9][10]。
- 2024年9月1日：ウォルト･ディズニー･カンパニーとの間で同社系列チャンネルを巡る契約更新が難航したことから、同社系列チャンネルの放送を停止した（後日、放送停止を解除）[11][12]。

## 日本での展開と撤退

1997年から2000年まで日本で使われていたロゴ

日本においては「株式会社ディレク･ティービー」が、米ディレクTVと、TSUTAYAを展開するカルチュア･コンビニエンス･クラブ（CCC）、松下電器（現在：パナソニック）、大日本印刷、三菱電機、三菱商事、徳間書店などが出資して設立され、1997年12月1日に本放送を開始した。番組の伝送には宇宙通信（現在：スカパーJSAT）のSUPERBIRD C号機が利用された。この関係で、1998年9月30日に放送終了したCSアナログ放送のスカイポートの加入者を引き継いでいる。なお、当初はソフトバンク（現在：ソフトバンクグループ）も資本参加する予定だったが、同社の経営者である孫正義・CCC経営者（後のディレク･ティービー･ジャパン社長）の増田宗昭が出資比率を巡って対立したため、破談となった。
特色としては、番組と連動するデータ放送機能（インタラクTV）やプログレッシブ走査方式（映像信号参照）を標準で用意し、また映画、スポーツ、アダルト分野などでディレクTVでのみ放送されるチャンネルも存在した。独立放送局の東京メトロポリタンテレビジョン、テレビ神奈川がディレクTVで全国に向けて同時放送していたのも特筆すべき点である。
経営面では、番組を供給する各チャンネルが自ら委託放送事業者の認定を受けて衛星のトランスポンダを借りるスカパー!と異なり、基本的にはディレク･ティービーに出資する大株主各社がそれぞれ委託放送事業者として100%出資の子会社を設立し、同子会社が番組供給会社からコンテンツを買い付ける形態を取っていた。
この形態ではプラットフォーム会社であるディレク･ティービー側が事実上の番組編成権を握ることができるため柔軟なチャンネルの入れ替えが可能になるほか、番組供給会社側にとっても番組販売の形を取るため、通常チャンネル立ち上げ当初に必要となる初期資本が不要となり経営リスクや参入障壁が低くなるという利点があった。一方で、中間に入る形になる子会社は加入者数が伸びなかった場合にトランスポンダ料金等の経費負担による赤字をもろに被る形になるため、ディレクTV並びに大株主各社にとってはハイリスク･ハイリターンといえる形態だった。
株主系委託放送事業者
- ディレク･ティービー･ジャパン株式会社（ディレク･ティービー43.4%、ディレク･ティービー･インターナショナル・インク16.98%、カルチュア･コンビニエンス･クラブ16.98%、松下電器産業5.66%、徳間書店5.66%）
- シー･シー･シー･コミュニケーションズ株式会社（カルチュア･コンビニエンス･クラブ100%）※のち「プラネット･コミュニケーションズ株式会社」に社名変更
- ワンダーウェーブ株式会社（松下電器産業50%、三菱商事50%）
  - ワンダーキャスト株式会社（松下電器産業100%）と株式会社スペースウェーブ（三菱商事100%）が合併
- スーパーデジタル放送株式会社（徳間書店50%、三菱電機50%）
  - 徳間デジタル放送株式会社（徳間書店100%）、株式会社スーパーウェイ（三菱電機100%）が合併
- ヒューズ･ジャパン･ブロードキャスティング株式会社（大日本印刷50%、ヒューズ･エレクトロニクス･ジャパン40%、ゼット10%）
  - （旧）ヒューズ･ジャパン･ブロードキャスティング（ヒューズ･エレクトロニクス･ジャパン80%、ゼット20%）と株式会社ギャラクシー･コミュニケーションズ（大日本印刷100%）が合併

※株主比率は1997年10月31日付および1998年11月20日付の郵政省報道資料より
しかし、受信装置（IRD）が先行していたスカパー!と共有できず（当時電波産業会（ARIB）において共用受信機の仕様検討作業が進められ、一応規格は成立していたものの、実際には共用受信機は製品化されなかった。）、またチャンネルの大半もスカパー!と同じであった上に、スカパー!の主要株主系列の人気チャンネルが提供されなかった事、無料チャンネルがガイドチャンネル一つのみで「スカパー!大開放デー」のようなノースクランブルキャンペーンが極端に少なく契約してみないと判断出来ないというハードルの高さ等の要因から加入者数は伸び悩んだ。インフラ面でも、都内並びに大阪に複数のアップリンクセンター（地上局）を持っていたスカパー!に対し、ディレクTVでは宇宙通信の茨城県那珂郡（現在：常陸大宮市）にある地上局1か所で全てのアップリンクを賄うシステムとなっていたため、同地上局まで映像を伝送するための伝送設備や光ファイバ回線等の費用負担が重くのしかかった。さらに前記の番組供給形態が仇となり、大株主各社が被ることになる赤字も大きく膨らんだ。
これらの要因から、2000年3月、アメリカ・ディレクTVの当時の親会社ヒューズ･エレクトロニクスは事業継続を断念。スカイパーフェクト･コミュニケーションズ（現在：スカパーJSAT）に出資するとともに、契約者をスカイパーフェクTV!に移管させ事実上統合、2000年9月30日をもってサービスを終了し、10月2日をもって廃局した。会社は清算され、全従業員は解雇。出向者は親会社への復帰となった。また、契約者のうちの希望する者にはスカパー!のチューナー・アンテナが無償提供された。
なお、ディレクTVに使用したSUPERBIRDはCATV番組伝送のためのi-HITSやその他の衛星通信用に使用され、また、この後放送用に、放送衛星（BS）のデジタル放送用のものと同じ東経110度の位置に打ち上げた「N-SAT-110」が打ち上げられ、現在のスカパー!の前身となる「プラット･ワン」・「スカイパーフェクTV!2（→スカイパーフェクTV!110→e2 by スカパー!→スカパー!e2→スカパー!）」に利用されている。
これに先立ち、同年7月には郵政省がディレクTVの独自チャンネルをスカパー!に移行する事業者に対して委託放送業務の認定を行っている。
2000年7月に認定された委託放送事業者
- ジャパン･ジャスト･アドバンスド･メディア（現在：ジャム･ティービー。NON STOP フレッシュギャルズ（現在：AV王）、いよかん通信チャンネル（現在：ダイナマイトTV））
- ココロネットワークス（CoCoRo TV（放送終了））
- ジュピターサテライト放送（LaLa Europe（現在：LaLa TV））
- エー･ティー･エックス（アニメシアターX（AT-X））
- フォーバルテレコム（ダイナミック競馬（現在：ミュージック･グラフィティTV、のちにアトス･ブロードキャスティングが電気通信役務利用放送事業者として登録）、南関ケイリンチャンネル（放送開始せず））
- ウェザーニュース（インテリジェント･ウェザーニュース→ウエザーニュース（放送終了。2016年9月までBS910データで無料放送）
- ペイ･パー･ビュー･ジャパン（現在：スカパー･ブロードキャスティング。ペイ･パー･ビュー番組）
- メディア･ライブラリー（V☆パラダイス（のちにヒューマックスコミュニケーションズが電気通信役務利用放送事業者として登録））

## ディレクTVチャンネル一覧

### コールドパック
- シネフィル･イマジカ
- V☆パラダイス
- QuesTV
- シアター･テレビジョン
- BET on jazz
- CMT
- HTV
- MXテレビ 東京情報チャンネル
- BBCワールド
- CNBCビジネスニュース
- ブルームバーグテレビジョン
- ファッションTV
- food network international～食のアトリエ～
- 旅チャンネル
- MONDO 21

### シルバーパック
- Comin'Soon TV
- CSN1ムービーチャンネル
- 時代劇チャンネル
- スーパーチャンネル
- ファミリー劇場
- カートゥーン ネットワーク
- ザ･ゴルフチャンネル
- YOKOHAMAベイサイドTV
- パイオニアカラオケチャンネル
- MTV: Music Television
- M-BROS.
- MCM
- Music Japan network TV
- CoCoRo TV
- インテリジェント･ウェザーニュース
- NNN24
- 朝日ニュースター
- 日経サテライトニュース
- JNNニュースバード
- CNNインターナショナル
- NBC
- ディスカバリーチャンネル
- ホームチャンネル
- She-TV
- Lala Europe
- 食チャンネル
- ライフデザインチャンネルLET's TRY
- BOOK TV
- テレビじゃマール
- ケイコとマナブChannel

### プレミアム
- アニメシアターX（AT-X）
- MOMO CHANNEL
- CS-WOWOWシネプレックス
- パワームービー
- スター・チャンネル
- GAORA
- エキサイティングスポーツ
- スポーツ・アイ-ESPN
- ゴルフネットワーク
- J-SPORTS
- CS-WOWOW アリーナ
- クラシカ･ジャパン
- JBS日本福祉放送
- 南関東競馬チャンネル
- ホッカイドウ競馬チャンネル
- 南関ケイリンチャンネル1･2･3
- グリーンチャンネル
- レジャーチャンネル
- プレイボーイチャンネル
- チャンネル･ルビー

### PPV
- 学びCHANNEL
- まんぞくチャンネル

### 無料放送
- ディレクTVプロモーション

## 日本におけるディレクTVの広告活動
1997年秋から1999年末にかけて、ディレクTVのテレビCMが日本の地上波民放テレビ局などで大量オンエアされていた。サービス開始時のCMキャラクターはアーノルド･シュワルツェネッガーであった。
このうち1999年夏から秋にかけて放送された「一家クギづけ篇」が強烈なインパクトを残しているが、このCMについては、かつて福岡放送（FBS、日本テレビ系列）が自局のキャンペーンCMに「おとうチャンネル」「おかあチャンネル」などとついた物を流していたことがあり、自局との混同を避けるため、FBSではこのディレクTVのCMの放送を断った事例がある。なお、一部ディレクTV参加チャンネルでも放映されたが、ディレクTVに参加しなかったスペースシャワーTVでもCMが放送されていた。
また、スカイマークエアラインズ（当時）の旅客機にもディレクTVのロゴが張られていたことがあり、こうした広告活動がよく行われていた。
末期は地上波テレビ・ラジオの番組に提供してCMを流していたが、冠スポンサーになっていた「Across The View」（J-WAVE）では撤退のニュースが流れた当日もCMが流れていた。